# De Roy (cràter)
De Roy és un cràter d'impacte que es troba a la cara oculta de la Lluna, just darrere de l'extremitat sud-oest. Aquesta part de la superfície lunar es fa visible des de la Terra durant les libracions favorables, cosa que permet l'observació d'aquesta formació, encara que amb petit detall atès l'elevat escorç que presenta. De Roy es troba a l'oest del cràter Arrhenius i a l'est de Boltzmann, més gran.

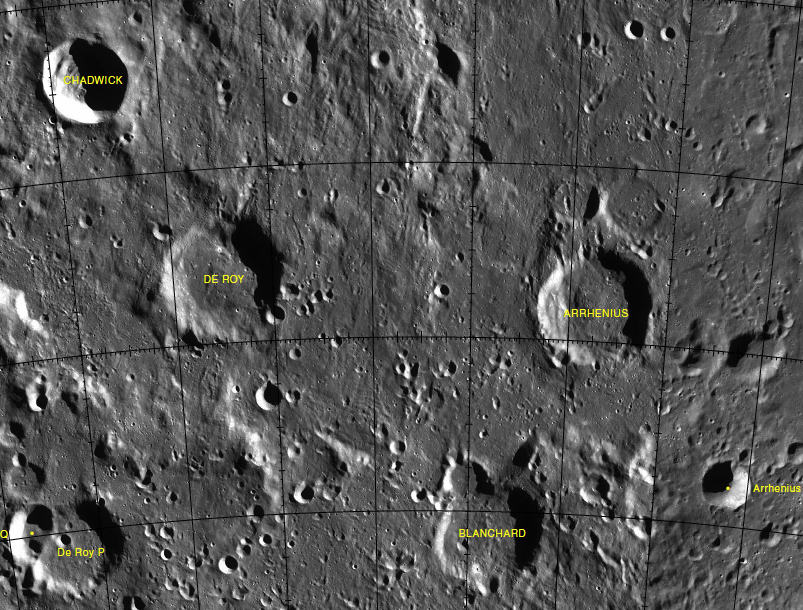
Localització de De Roy (centre esquerra de la imatge)
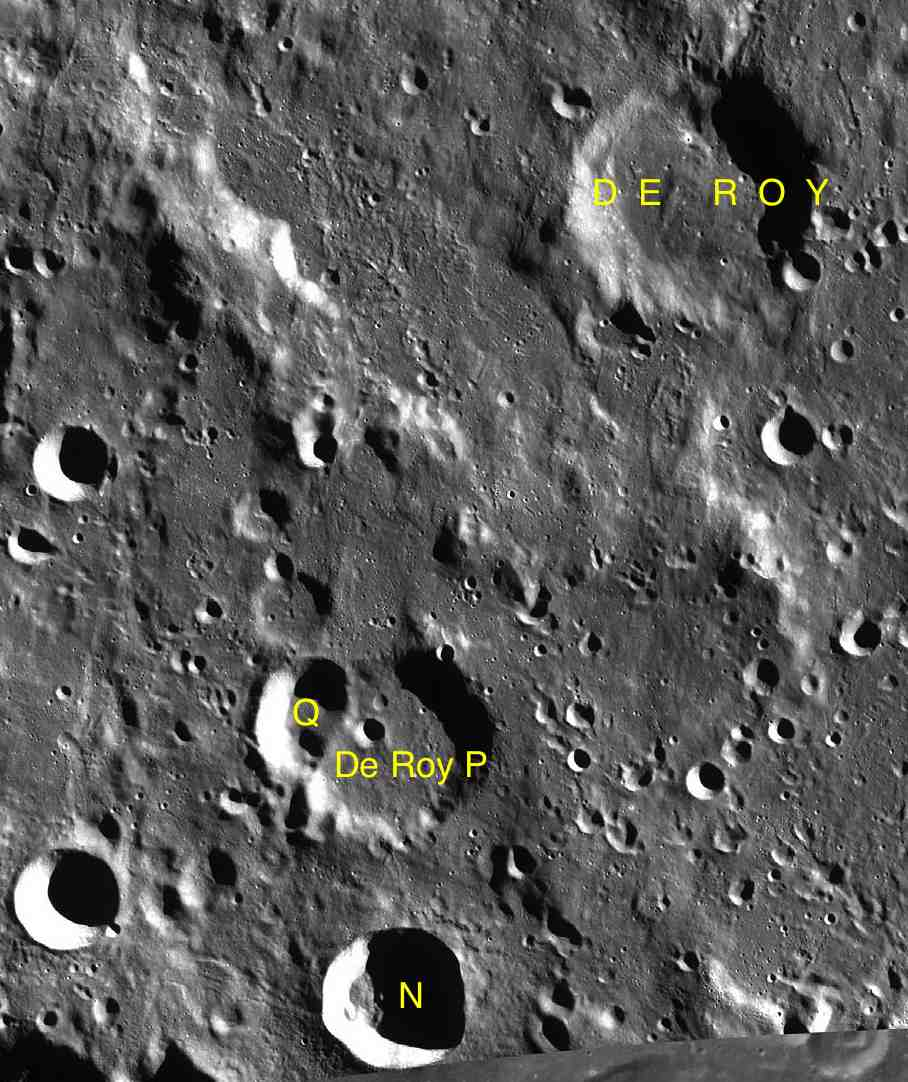
Cràters satèl·lit

Aquest cràter té una vora desgastada i arrodonida, formant un cercle lleugerament irregular. Un parell de petits cràters es troben al llarg de la vora sud-oriental, i presenta una estreta esquerda a la paret nord. El sòl interior està pràcticament a nivell i gairebé no té trets distintius, amb només unes poques empremtes de petits cràters que marquen la seva superfície.
Aquest cràter es troba dins de la Conca Mendel-Rydberg, una àmplia depressió d'impacte amb uns 630 km d'amplada, que pertany al Període Nectarià.

## Cràters satèl·lit
Per convenció aquests elements són identificats en els mapes lunars posant la lletra en el costat del punt central del cràter que està més proper a De Roy.
| De Roy | Coordenades                            | Diàmetre |
| ------ | -------------------------------------- | -------- |
| N      | 59° 42′ S, 103° 06′ O / 59.7°S,103.1°O | 26 km    |
| P      | 58° 24′ S, 102° 24′ O / 58.4°S,102.4°O | 35 km    |
| Q      | 58° 06′ S, 103° 36′ O / 58.1°S,103.6°O | 22 km    |